# Геолокація (інформатика)
Геолокація (англ. geolocation) — визначення реального географічного розташування електронного пристрою, наприклад радіопередавача, мобільного телефону або комп'ютера, підключеного до інтернету. Словом «геолокація» можна називати як процес визначення місця розташування такого об'єкта, так і саме місцерозташування, встановлене таким способом. Часто для цілей геолокації використовують системи позиціонування.
Слово геолокація (англ. geolocation) також може позначати просто географічні координати (широту і довготу) того чи іншого місця на Землі (таке визначення терміна наведено в стандарті ISO/IEC 19762-5: 2008).
Термін «геолокація» застосовують також стосовно відстеження міграції тварин та моніторингу навколишнього середовища за допомогою пристроїв, закріплених на тілах тварин, в тому числі імплантованих ідентифікаційних транспондерів і реєстраторів даних.

## Методи
Для визначення геолокації часто використовують методи радіонавігації, наприклад MLAT для більшої точності, а також геоінформаційні системи. За неможливості прийому сигналу GPS геолокаційні додатки можуть використовувати інформацію базових станцій мобільного зв'язку для приблизного визначення місцеположення за допомогою тріангуляції; точність цього методу значно нижче, ніж в GPS, але значно зросла в останні роки. Ці технології значно відрізняються від ранніх методів радіолокації, наприклад радіопеленгації.
Геолокація комп'ютерів та інших інтернет-пристроїв може проводитися через зв'язування з тим чи іншим реальним місцем розташування IP-адреси, MAC-адреси, RFID, занесеного в постійну пам'ять пристрою його серійного номера, з використанням програмних ідентифікаторів (таких як UUID, EXIF, IPTC, XMP) або методів сучасної стеганографії, Wi-Fi-позиціонування, відбитку пристрою, відбитку із використанням Canvas, GPS -координат пристрою або іншої інформації. Геолокація в інтернеті часто працює через WHOIS-сервер, запитуючи за IP-адресою фізичну адресу його власника.
Іноді геолокація може бути більш дедуктивної, як, наприклад, при використанні краудсорсингу для визначення місць розташування тренувальних таборів і театрів військових дій за допомогою програмного і ручного порівняння зображень з представленого відеоряду із загальнодоступними фотографіями, географічними картами, геоінформаційними системами і базами даних (наприклад, Google Earth). Такі методи були успішно використані журналістом Еліотом Хиггинсом.

### Визначення за IP-адресою
Дані геолокаційного програмного забезпечення про IP-адресу можуть включати в себе країну, регіон, місто, поштовий індекс, широту, довготу і часовий пояс. Іноді за IP-адресою вдається отримати більш детальну інформацію, в тому числі доменне ім'я, швидкість з'єднання, назву інтернет-провайдера, мову, проксі-сервер, назву організації, робочу і домашню адресу і телефон, коди US DMA/MSA і NAICS.
Існує низка безкоштовних та платних геолокаційних баз даних IP-адрес, що варіюються від рівня країни до області чи міста, кожна із різними заявами на точність. Ці бази даних зазвичай містять дані IP-адреси, які можуть бути використані в брандмауерах, серверах оголошень, маршрутизації, поштових системах, вебсайтах та інших автоматизованих системах, де геолокація може бути корисною. Деякі платні бази даних мають додаткову інформацію про демографічні дані IP-адрес.
Основним джерелом інформації про IP-адреси є регіональні реєстри інтернету, які розподіляють та розповсюджують IP-адреси між організаціями, розташованими у відповідних регіонах обслуговування:
- Африканський мережевий інформаційний центр(інші мови) (AfriNIC)
- Американський реєстр інтернет-номерів(інші мови) (ARIN)
- Азіатсько-Тихоокеанський мережевий інформаційний центр (APNIC)
- Реєстр інтернет-адрес в Латинській Америці та Карибському басейні(інші мови) (LACNIC)
- Мережевий координаційний центр RIPE (RIPE NCC)

До вторинних джерел належать:
- Добування даних або геодані, які надав сам користувач: наприклад, на вебсайті про погоду, який просить відвідувачів назвати місто, щоб знайти місцевий прогноз.
- Дані, які надав постачальник послуг інтернету.
- Об’єднання баз даних від різних постачальників.
- Інформація про мережеву маршрутизацію, зібрана до кінцевої точки IP-адреси.

Точність даних покращують наступними техніками:
- Очищення даних для фільтрації або виявлення аномалій.
- Статистичний аналіз даних, поданих користувачем.
- Використання сторонніх тестів, проведених авторитетними організаціями.

## Стандарти геолокації
Можна відзначити такі нормативні документи і нейм-сервери: ISO 3166, FIPS, INSEE, GeoNames, IATA і ICAO. У США часто використовують стандарти ANSI, в тому числі ANSI INCITS 446-2008 «Ідентифікація атрибутів іменованих фізичних і культурних географічних місць (крім автомобільних доріг) в США, їхніх територій, віддалених місцевостей, прилеглих до них територій, водних об'єктів із прилеглими 12-мильними зонами» (англ. Identifying Attributes for Named Physical and Cultural Geographic Features (Except Roads and Highways) of the United States, Its Territories, Outlying Areas, and Freely Associated Areas, and the Waters of the Same to the Limit of the Twelve-Mile Statutory Zone).
Серед комерційних продуктів в області геолокації можна відзначити «GeoPlanet» (WOEID) — унікальний 32-бітний ідентифікатор будь-якого географічного об'єкта на Землі, і NAC Locator, який задає універсальну геокодову адресу будь-якому місцю на нашій планеті.

## Конфіденційність
Можна розрізнити кооперативну та опозиційну геолокації. У деяких випадках користувачі самі зацікавлені, щоб їх локація була точно відома: наприклад, щоб їм можна було запропонувати інформацію, яка стосується їхнього місцезнаходження. В інших випадках користувачі вважають за краще не розголошувати свою геолокацію з метою конфіденційності чи з інших причин.
Технічні заходи для забезпечення анонімності, як-от проксі-сервери, дозволяють обійти геолокаційні обмеження. Деякі сайти виявляють використання проксі-серверів та анонімайзерів і можуть або заблокувати функціональність, або надати нелокалізовану інформацію.